# Francis Greenleaf Allinson
Francis Greenleaf Allinson (* 16. Dezember 1856 in Burlington, New Jersey; † 23. Juni 1931 in Providence) war ein US-amerikanischer Klassischer Philologe, der von 1895 bis 1928 an der Brown University lehrte.

## Leben
Francis Greenleaf Allinson studierte am Haverford College, wo er 1876 den Bachelor erwarb. Anschließend begab er sich an die Harvard University, wo er seinen Bachelor-Abschluss 1877 wiederholte (den Master legte er 1879 am Haverford College ab). Von 1877 bis 1880 arbeitete er als Fellow an der Johns Hopkins University, wo er 1880 bei Basil Lanneau Gildersleeve zum Ph.D. promoviert wurde.
Ab 1880 arbeitete Allinson als Assistant Professor of Greek and Latin am Haverford College, ab 1882 als Schulleiter (Headmaster) an der University School of Baltimore. 1892 wechselte er als Assistant Professor of Greek and Latin an das Williams College, 1895 als Associate Professor of Classical Philology an die Brown University. Dort wurde er 1915 zum David Benedict Professor of Greek Literature and History ernannt. 1928 wurde er emeritiert.
Allinson gehörte zu den ersten Klassischen Philologen, die ihre Ausbildung ausschließlich in den Vereinigten Staaten erhielten. Seine Promotion an der Johns Hopkins University war dort die zweite im Fach Klassische Philologie nach der von Ernest Gottlieb Sihler (1878). Während seiner Laufbahn erhielt Allinson zahlreiche Anerkennungen: Er erhielt 1895 ehrenhalber den Mastertitel des Williams College und Doktortitel der University of Wisconsin (1922), des Trinity College in Hartford (1922) und des Haverford College (1931). Im Jahr 1910/1911 war er Annual Professor an der American School of Classical Studies at Athens, 1914 wurde er in die American Academy of Arts and Sciences gewählt, im Jahr 1917/1918 war er Sather Professor in Berkeley und im Jahr 1921/1922 Präsident der American Philological Association.
Als Forscher beschäftigte sich Allinson besonders mit der Geschichte der griechischen Sprache (besonders der literarischen Prosa), mit dem Satiriker Lukian und mit dem Komödiendichter Menander. Er verfasste unter anderem die erste englische Übersetzung der damals bekannten Menander-Fragmente (1921).

## Schriften (Auswahl)
- Greek Prose Composition. Boston 1890. Zweite Auflage, Boston 1891. Dritte Auflage, Boston 1895
- Lucian. Boston/New York 1905
- mit Anne Crosby Emery Allinson: Greek Lands and Letters. Boston/New York 1909. Zweite Auflage, Boston/New York 1922. Dritte Auflage, Boston/New York 1931
- Menander. London/New York 1921 (Loeb Classical Library)
- Lucian: Satirist and Artist. Boston 1926